# Михайлов, Адриан Фёдорович
Миха́йлов, Адриан Фёдорович (5 [17] августа 1853, станица Полтавская, ныне Славянского района Краснодарского края — 8 июля 1929, Ростов-на-Дону) — русский революционер, народник.

## Биография
В 1873 поступил на медицинский факультет Московского университета. В 1876 г. работал в кузнице помещика Н. Н. Богдановича в с. Воронине Торопецкого уезда Псковской губернии. В январе 1877 г. был принят в основной кружок «Земли и воли» В 1878 участвовал в попытке освобождения П. И. Войноральского и других революционеров, осуждённых по «процессу 193-x». 4 августа 1878 года в качестве кучера участвовал в убийстве шефа жандармов Н. В. Мезенцова.
Арестован в октябре 1878 в Петербурге. 5 октября заключен в Петропавловскую крепость, принимал участие во всех протестах. Военно-окружным судом 14 мая 1880 г. на Процессе одиннадцати приговорен к смертной казни. Раскаянием добился замены её 20 годами каторги в Сибири. Был участником Карийской трагедии, выжил.
После революции 1905 года был полностью амнистирован, но отошёл от революционного движения. В 1907 возвратился в Европейскую Россию.

## Литературные труды
Оставил воспоминания: «Семидесятники» и «4 августа 1878 — 4 августа 1918 г.»